# Vomitiu
Un vomitiu o emètic és una substància que provoca el vòmit. Es diferencia entre vomitius directes, que actuen localment, en provocar una irritació gàstrica, i indirectes (o central) que actuen sobre el centre del vòmit a través de la sang.
S'utilitza per curar en certs casos persones que accidentalment o amb propòsit van engolir substàncies tòxiques. Vomitius s'han d'aplicar amb prudència. No es poden utilitzar per evacuar volàtils (gasolina, hidrocarburs…) perquè el vòmit pot ser aspirat per via pulmonar i provocar pneumonitis química (necrosi amb hemorràgies); ni tampoc per càustics (lleixiu, hidròxid sòdic) perquè el vòmit augmenta la possibilitat de perforació gàstrica i necrosi de l'esòfag. No són útils si la ingesta del tòxic ha superat les quatre hores. Tampoc s'han d'utilitzar quan la persona és inconscient i que els reflexos de la tos i del vòmit són deprimits. Alternativament es pot efectuar un rentat gàstric.
L'apomorfina és un dels vomitius centrals més coneguts. Antigament se'n feien a base d'infusions de fulls o llavors de ginesta, pràctica que per l'alt contingut en citisina, un verí molt fort, es va abandonar.